# Swiss Indoors 2017
Swiss Indoors 2017 — тенісний турнір, що проходив на кортах з твердим покриттям у місті Базель, Швейцарія з 23 жовтня. Належав до категорії ATP World Tour 500.

## Фінальна частина

### Одиночний розряд
Роджер Федерер —  Хуан Мартін дель Потро 6–7(5–7), 6–4, 6–3

### Парний розряд
Іван Додіг /  Марсель Гранольєрс —  Фабріс Мартен /  Едуар Роже-Васслен 7–5, 7–6(8–6)